# Gruppo Aagaard
Il gruppo Aagaard, in danese Aagaardgruppen, si costituì a marzo del 1945 con una consistenza di 18 persone nella omonima località nei pressi di Kolding, con a capo  Jens Kristian Jensen; il gruppo ricevette armi dai britannici, una cifra complessiva stimata di centinaia di carabine, un centinaio di bombe a mano, 100 kg di esplosivo e alcuni bazooka, e le armi vennero usate nel sabotaggio delle strade dello Jutland utilizzate dai tedeschi per portare le truppe in Norvegia, in particolare l'attuale E45 che traversa in verticale la Danimarca portando al porto di Hirtshals dal quale partono i traghetti per oslo attraverso lo Skagerrak; il gruppo pubblicò giornali clandestini e mantenne collegamenti radio con il SOE britannico, rimanendo attivo fino alla liberazione; durante uno dei lanci tre membri furono individuati ed arrestati dalla Gestapo, ma vennero liberati con la fine delle ostilità. Lo stesso Jensen venne condannato a morte e rimase due ore sotto la minaccia delle armi della Gestapo 